# Romantic Wealth
Romantic Wealth — дебютный альбом американской хардкор-группы Lorene Drive, вышедший в 2005 году.

## Об альбоме
Группа Lorene Drive была основана в небольшом городке Викторвилле, штат Калифорния, в 2002 году. Квартет музыкантов, который возглавлял бас-гитарист и фронтмен Даниель Мурильо, исполнял панк-эмо-рок. Название группы было взято в честь одной из улиц города, где жил гитарист группы. Музыканты выступали на местной сцене, после чего в 2003 году собственными силами выпустили мини-альбом Savan in Super Pursuit Mode. Через год миньон был переиздан компанией Top Notch, после чего Lorene Drive заметили представители инди-лейбла Lobster Records из Санта-Барбары и подписали контракт с группой.
Дебютный полноформатный альбом Lorene Drive вышел в США 2 августа 2005 года и получил название Romantic Wealth. Пластинка представляла собой эклектичный набор песен, в которых обнаруживались отсылки к творчеству Foo Fighters, Metallica, My Chemical Romance, Yellowcard, The Used, The Exies, Jimmy Eat World, Sum 41 и других рок-групп. На сайте AllMusic альбом оценили на три с половиной звезды из пяти. Джейсон Макнил охарактеризовал стилистику альбома как «скримо встречается с ню-металом, как будто они бросают жанры в стену и смотрят, что прилипнет».

## Список композиций
| №   | Название                        | Длительность |
| --- | ------------------------------- | ------------ |
| 1.  | «God Knows I Love You Kid»      | 4:42         |
| 2.  | «Let It Go»                     | 4:00         |
| 3.  | «So Easy»                       | 2:54         |
| 4.  | «A Kiss Won't Make This Better» | 3:21         |
| 5.  | «A Song in the Key of Sex»      | 3:56         |
| 6.  | «Kill Your Lover»               | 3:11         |
| 7.  | «Lip Service»                   | 2:27         |
| 8.  | «Change of Occupancy»           | 3:16         |
| 9.  | «Some Kind of Love»             | 3:37         |
| 10. | «For the Rest of Us»            | 5:31         |